# Acke Fornander
Axel (Acke) Hjalmar Fornander, född 14 mars 1908 i Kungsholms församling, Stockholm, död 8 juni 1990 i Huddinge församling, Stockholms län,

 var en svensk målare.
Han var son till järnvägstjänstemannen Axel Ludvig Fornander och Ellen Broo och från 1933 gift med Göta Gunvor Eleonora Lindén (1910–1973).
Fornander studerade konst för bland annat Josef Öberg, Pierre Olofsson med flera konstnärer och under studieresor till Danmark. Under åren 1940–1942 var han medlem i konstnärsgruppen Realisterna och medverkade i gruppens samlingsutställningar. Tillsammans med Kurt Lundberg ställde han ut i Jönköping och medverkade därefter i ett stort antal grupputställningar på skilda orter i Sverige.
Makarna Fornander är begravda på Norra begravningsplatsen utanför Stockholm.